# Публий Семпроний Соф (консул 304 года до н. э.)
Пу́блий Семпро́ний Соф (лат. Publius Saempronius Sophus; IV—III века до н. э.) — римский военачальник и политический деятель из плебейского рода Семпрониев, консул 304 года до н. э. и цензор 300 или 299 года до н. э., один из первых понтификов-плебеев. Участник Второй Самнитской войны.

## Биография
Публий Семпроний принадлежал к незнатному плебейскому роду Семпрониев, представители которого до него ни разу не занимали высшие магистратуры. Капитолийские фасты называют преномены его отца и деда — Публий и Гай соответственно.
Исследователи предположительно отождествляют Софа с упомянутым у Тита Ливия народным трибуном по имени Публий Семпроний, который занимал эту должность в 310 году до н. э. Этот магистрат выступил против патриция Аппия Клавдия Цека, отказывавшегося сложить с себя полномочия цензора по прошествии установленных 18 месяцев. Когда Аппий Клавдий объявил, что Эмилиев закон на него не распространяется, Публий Семпроний приказал арестовать его и отвести в тюрьму, но этому воспрепятствовали трое других народных трибунов, так что Клавдий остался на свободе и сохранял за собой должность, пока не достроил водопровод.
В 304 году до н. э. Публий Семпроний получил консульство вместе с патрицием Публием Сульпицием Саверрионом. Сначала он предпринял поход в Самний; поскольку на своём пути он встретил только мирных жителей, с самнитами был заключён мир, закончивший Вторую Самнитскую войну. Затем началась война с эквами. Те не оказали серьёзного сопротивления, так что консулы, действуя вместе, за 50 дней смогли взять 31 город в их стране и вернулись домой, получив за свою победу триумф. Согласно Диодору Сицилийскому, воевал с эквами и получил за это триумф только Публий Семпроний, а взял он за те же 50 дней 40 городов.
В 300 году до н. э., когда вступил в силу закон Огульния, разрешавший плебеям избираться в жреческие коллегии, Публий Семпроний стал одним из первых плебеев-понтификов, а позже (в 300 или 299 году до н. э.) был избран ещё и цензором вместе со своим коллегой по консульству Саверрионом. Во время этой цензуры были учреждены две новые трибы — Аниенская и Терентинская, так что общее их число увеличилось до 33.
Последнее упоминание о Публии Семпронии в сохранившихся источниках относится к 296 году до н. э., когда он занимал должность претора. Когда Риму угрожала опасность нападения этрусков, умбров и галлов, а оба консула были заняты другими войнами, сенат поручил Семпронию набирать армию «из людей всякого звания» для защиты города.
Сыном Публия Семпрония был консул 268 года до н. э. того же имени.

## Юридическая деятельность
Живший во II веке н. э. римский юрист Секст Помпоний в одном из своих произведений, включённых позже в состав «Дигест», характеризует Публия Семпрония как выдающегося правоведа. При этом какие-либо детали юридической деятельности Софа остаются неизвестными.